# Рышков, Иван Иванович
Иван Иванович Рышков (25 августа 1914 — 13 октября 1976) — советский военнослужащий, участник Великой Отечественной войны, Герой Советского Союза, заместитель командира эскадрильи 2-го авиационного транспортного полка (10-я гвардейская авиационная транспортная дивизия ГВФ, 18-я воздушная армия), гвардии старший лейтенант.

## Биография
Родился 25 августа 1914 года в селе Малиновка ныне Чугуевского района Харьковской области. В 1937 году окончил Батайскую авиационную школу Гражданского воздушного флота. Работал на линиях гражданской авиации в Узбекистане.
В 1941 году был призван в Красную Армию. Сначала служил в Московской авиагруппе особого назначения. Вывозил детей из Таллина. Позже доставлял продовольствие в осажденный Ленинград, снабжал оружием и боеприпасами партизан, вывозил раненых. Совершил несколько сотен вылетов. В 1943 году окончил Курсы высшей летной подготовки, стал пилотом, а затем командиром корабля Ли-2.
В 1944 году выполнил важное правительственное задание. В глубокий тыл врага в Чехословакию он доставил руководителей Словацкого Народного восстания во главе с Густавом Гусаком, впоследствии ставшим руководителем Чехословакии.
К декабрю 1944 года гвардии старший лейтенант Рышков произвёл 358 боевых вылетов в глубокий тыл противника. 18 августа 1945 года за образцовое выполнение заданий командования и проявленные мужество и героизм в боях с немецко-фашистскими захватчиками гвардии старшему лейтенанту Рышкову Ивану Ивановичу присвоено звание Героя Советского Союза с вручением ордена Ленина и медали «Золотая Звезда».
После войны продолжал службу в ВВС. С 1961 года подполковник Рышков в запасе. Летал на линиях «Аэрофлота» командиром кораблей Ту-104, Ту-114, Ил-62. Заслуженный пилот СССР.
Жил в Москве. Скончался 13 октября 1976 года.

## Память
Именем Ивана Рышкова назван один из самолётов Sukhoi Superjet 100, поступивший в распоряжение авиакомпании «Аэрофлот» в октябре 2015 года — борт RA-89061.